# Capa límit atmosfèrica
La capa límit atmosfèrica també coneguda com a capa límit planetària és la part més baixa de l'atmosfera i el seu comportament està directament influenciat pel seu contacte amb la superfície planetària. A la Terra normalment respon als canvis en la superfície en una hora o menys. En aquesta capa les quantitats físiques com la temperatura, la humitat, etc. mostren fluctuacions ràpides la turbulència i la mescla vertical són acusades. Sobre aquesta capa límit es troba l'atmosfera lliure on el vent és aproximadament vent geostròfic (paral·lel a les isòbares) mentre que dins d'aquesta capa límit el vent està afectat pel forces de resistència aerodinàmica i va perpendicular a les isòbares. L'atmosfera lliure no és turbulenta o només ho és de manera intermitent.